# Adetus nanus
Adetus nanus är en skalbaggsart som först beskrevs av Leon Fairmaire och Germain 1859.  Adetus nanus ingår i släktet Adetus och familjen långhorningar. Inga underarter finns listade i Catalogue of Life.